# Contagious Diseases Acts
Contagious Diseases Acts ('Lagen om sexuellt överförbara könssjukdomar') var en historisk brittisk lag med syfte att förhindra spridningen av sexuellt överförbara sjukdomar genom tvångsundersökningar av prostituerade. Den infördes 1864, omarbetades 1866 och 1869, och avskaffades slutligen 1886.
Denna lag var grunden för upprätthållandet av så kallad reglerad prostitution i Storbritannien. Enligt denna praktik var prostitution i praktiken laglig, men på villkor att den prostituerade blev registrerad hos polisen, underkastades regelbundna tvångsundersökningar och kunde placeras på sjukhus mot sin vilja om eventuell smitta upptäcktes. Lagen tillät prostitution, samtidigt som den ensidigt utpekade de prostituerade som ett problem och som ensamt ansvariga för könssjukdomar. Det innebar att deras manliga kunder inte omfattades av tvångsundersökningarna. Därför motarbetades lagen av kvinnorättsrörelsen under Josephine Butler, som slutligen lyckades få den återkallad.